# Burchia redondoensis
Burchia redondoensis is een slakkensoort uit de familie van de Pseudomelatomidae. De wetenschappelijke naam van de soort is voor het eerst geldig gepubliceerd in 1938 door T. Burch.